# 伏尔加格勒
伏尔加格勒（俄语：Волгогра́д，羅馬化：Volgograd，發音：[vəɫɡɐˈɡrat] ⓘ）是俄羅斯南部伏爾加格勒州的都市，也是伏爾加格勒州的首府。該城始建于1589年，原名察里津（Цари́цын，Tsaritsyn，發音：[tsɐˈrʲitsɨn]），1925年4月10日改称斯大林格勒（Сталингра́д，Stalingrad，發音：[stəlʲɪnˈɡrat] ⓘ），1961年改為現名。2013年1月31日，伏尔加格勒市杜马通过决议，在每年的8月23日（苏德互不侵犯条约签署日）、2月2日（斯大林格勒保卫战胜利日）、5月9日（纳粹德国投降日和歐戰勝利紀念日）、9月2日（日本投降日）、6月22日（苏德战争的巴巴罗萨作战开始日）和11月19日（斯大林格勒保卫战的天王星作战开始日）这六个纪念日里将市名改为斯大林格勒。

## 历史
这里是當年金帳汗國乌兹别克汗（月即別）在位的首都。1589年，沙皇俄国在察里津河和伏尔加河的交汇处的一个岛上建造了察里津要塞。察里津是此城在鞑靼语的名称。在1670年和1774年察里津两次分别被斯捷潘·拉辛和普加乔夫起义军攻陷。到19世纪，这里已经是伏尔加河上的重要港口和商业中心：全俄罗斯第三大铁路枢纽，木材、盐、石油的集散地，伏尔加河下游最大的商业和工业城市。
在1917年11月7日—1922年10月的俄国内战时期，这里发生了察里津战役（1918年7月—1919年2月，又称察里津保卫战）。斯大林（本姓朱加什维利）时任北高加索军区军事委员会主席。斯大林、伏罗希洛夫等人在此指挥苏联红军成功地抵抗了邓尼金的白军的进攻。1919年6月30日白军最终占领了这座城市。1920年1月又被红军收回，并在1925年被命名为斯大林格勒。在斯大林执政时期，这里成了苏联重要的重工业中心，粮食、石油和煤炭的主要产区，和铁道、伏尔加河运集散中心。北高加索的粮食，巴库的石油，中亚的棉花，都要通过这一工业铁路枢纽和伏尔加河的港口，才能提供给苏联的中心地区。
苏德战争（蓝色行动）期间，这里是著名蓝色行动（1942年6月28日—11月18日）以及包括天王星行动（1942年11月19日—11月22日）、小土星行动（1942年12月12日—1943年2月19日）（总共是1942年6月28日—1943年2月19日）的斯大林格勒保卫战的战场。纳粹德国在1941年7月7日—9月26日的基辅防御战役之后占领左岸乌克兰，之后俄罗斯南部的斯大林格勒成了苏联中央地区通向南方重要经济区域的咽喉，战略地位十分重要，加上这座城市是以当时苏联的最高领袖命名的，因此斯大林格勒的得失对战局和人心都会产生巨大的影响。战争中24万余纳粹德国德意志国防军及其罗马尼亚王国盟友的士兵和47.87万人苏联红军阵亡，平民伤亡不计其数。斯大林格勒全市90%的建筑被毁，但纳粹德国国防军陆军只是占领了这里二个月。1943年1月德国第6集团军在此投降，标志着二战的转折。同年3月之后苏联迅速重建斯大林格勒。1945年斯大林格勒和其他三座城市（列宁格勒、塞瓦斯托波尔和敖德萨）成为第一批“英雄城市”。
1961年因赫鲁晓夫“反对斯大林个人崇拜”这里被更名为“伏尔加格勒”。此后至今不时有人提议把它的名字改回斯大林格勒。在契尔年科执政的1985年改名几乎成功。2005年4月16日俄罗斯联邦共产党中央委员会主席久加诺夫说“我们应该积极支持前线老兵的呼吁，将伏尔加格勒改回原名斯大林格勒。”
2013年1月31日，伏尔加格勒市杜马通过一项决议，在每年的8月23日（苏德互不侵犯条约签署日）、2月2日（斯大林格勒保卫战胜利日）、5月9日（纳粹德国无条件投降日和二战欧洲战场胜利日）、9月2日（对日作战胜利纪念日）、6月22日（苏德战争的巴巴罗萨作战开始日）和11月19日（斯大林格勒保卫战的天王星作战开始日）这六个纪念日裡将市名改为斯大林格勒。

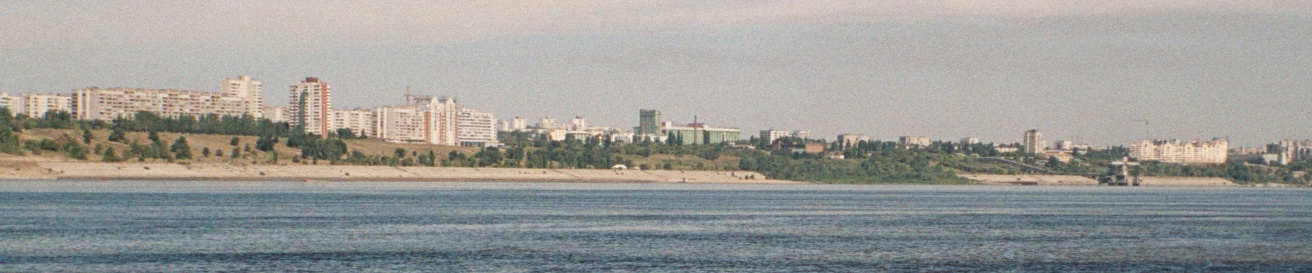
伏尔加河畔的伏尔加格勒，2005年

## 地理
伏尔加格勒位于俄罗斯联邦西南部的北高加索地区，伏尔加河下游，顿河大弯曲部以东约60公里处。城区沿河岸绵延约100公里。伏尔加格勒面积565平方公里。
伏尔加格勒是一个俄国南方城市，平均气温夏季26度，冬季零下9度。气候属温带大陆性湿润气候，风景秀丽，气候宜人。
| 伏爾加格勒                    | 伏爾加格勒    | 伏爾加格勒    | 伏爾加格勒    | 伏爾加格勒   | 伏爾加格勒  | 伏爾加格勒   | 伏爾加格勒   | 伏爾加格勒   | 伏爾加格勒   | 伏爾加格勒   | 伏爾加格勒    | 伏爾加格勒    | 伏爾加格勒    |
| 月份                          | 1月           | 2月           | 3月           | 4月          | 5月         | 6月          | 7月          | 8月          | 9月          | 10月         | 11月          | 12月          | 全年          |
| ----------------------------- | ------------- | ------------- | ------------- | ------------ | ----------- | ------------ | ------------ | ------------ | ------------ | ------------ | ------------- | ------------- | ------------- |
| 历史最高温 °C（°F）           | 12.0 (53.6)   | 14.0 (57.2)   | 21.4 (70.5)   | 29.3 (84.7)  | 37.7 (99.9) | 40.1 (104.2) | 40.9 (105.6) | 41.1 (106.0) | 38.8 (101.8) | 31.5 (88.7)  | 18.9 (66.0)   | 11.5 (52.7)   | 41.1 (106.0)  |
| 平均高温 °C（°F）             | −3.5 (25.7)   | −3.3 (26.1)   | 3.3 (37.9)    | 14.5 (58.1)  | 21.4 (70.5) | 26.4 (79.5)  | 29.3 (84.7)  | 28.1 (82.6)  | 21.3 (70.3)  | 12.7 (54.9)  | 3.4 (38.1)    | −2.0 (28.4)   | 12.6 (54.7)   |
| 日均气温 °C（°F）             | −6.3 (20.7)   | −6.6 (20.1)   | −0.5 (31.1)   | 9.2 (48.6)   | 15.9 (60.6) | 21.0 (69.8)  | 23.6 (74.5)  | 22.3 (72.1)  | 15.6 (60.1)  | 8.1 (46.6)   | 0.3 (32.5)    | −4.7 (23.5)   | 8.2 (46.8)    |
| 平均低温 °C（°F）             | −9.2 (15.4)   | −9.9 (14.2)   | −4.0 (24.8)   | 4.1 (39.4)   | 10.1 (50.2) | 15.0 (59.0)  | 17.5 (63.5)  | 16.2 (61.2)  | 10.3 (50.5)  | 3.9 (39.0)   | −2.5 (27.5)   | −7.6 (18.3)   | 3.7 (38.7)    |
| 历史最低温 °C（°F）           | −32.6 (−26.7) | −32.1 (−25.8) | −27.8 (−18.0) | −10.1 (13.8) | −2.6 (27.3) | 0.0 (32.0)   | 7.0 (44.6)   | 2.8 (37.0)   | −3.0 (26.6)  | −12.0 (10.4) | −23.9 (−11.0) | −30.5 (−22.9) | −32.6 (−26.7) |
| 平均降水量 mm（）             | 28 (1.1)      | 23 (0.9)      | 20 (0.8)      | 24 (0.9)     | 41 (1.6)    | 39 (1.5)     | 36 (1.4)     | 28 (1.1)     | 25 (1.0)     | 25 (1.0)     | 26 (1.0)      | 32 (1.3)      | 347 (13.7)    |
| 平均降雨天数                  | 9             | 7             | 8             | 12           | 12          | 12           | 11           | 8            | 10           | 11           | 12            | 11            | 123           |
| 平均降雪天数                  | 20            | 17            | 11            | 2            | 0           | 0            | 0            | 0            | 0            | 1            | 9             | 18            | 78            |
| 平均相對濕度（％）            | 88            | 86            | 81            | 64           | 57          | 56           | 53           | 51           | 61           | 73           | 86            | 89            | 70            |
| 月均日照時數                  | 66.1          | 96.9          | 138.4         | 204.2        | 290.8       | 308.4        | 329.3        | 300.2        | 228.9        | 155.8        | 63.6          | 42.5          | 2,225.1       |
| 来源1：Pogoda.ru.net          |               |               |               |              |             |              |              |              |              |              |               |               |               |
| 来源2：Weatherbase (sun only) |               |               |               |              |             |              |              |              |              |              |               |               |               |

## 行政区划

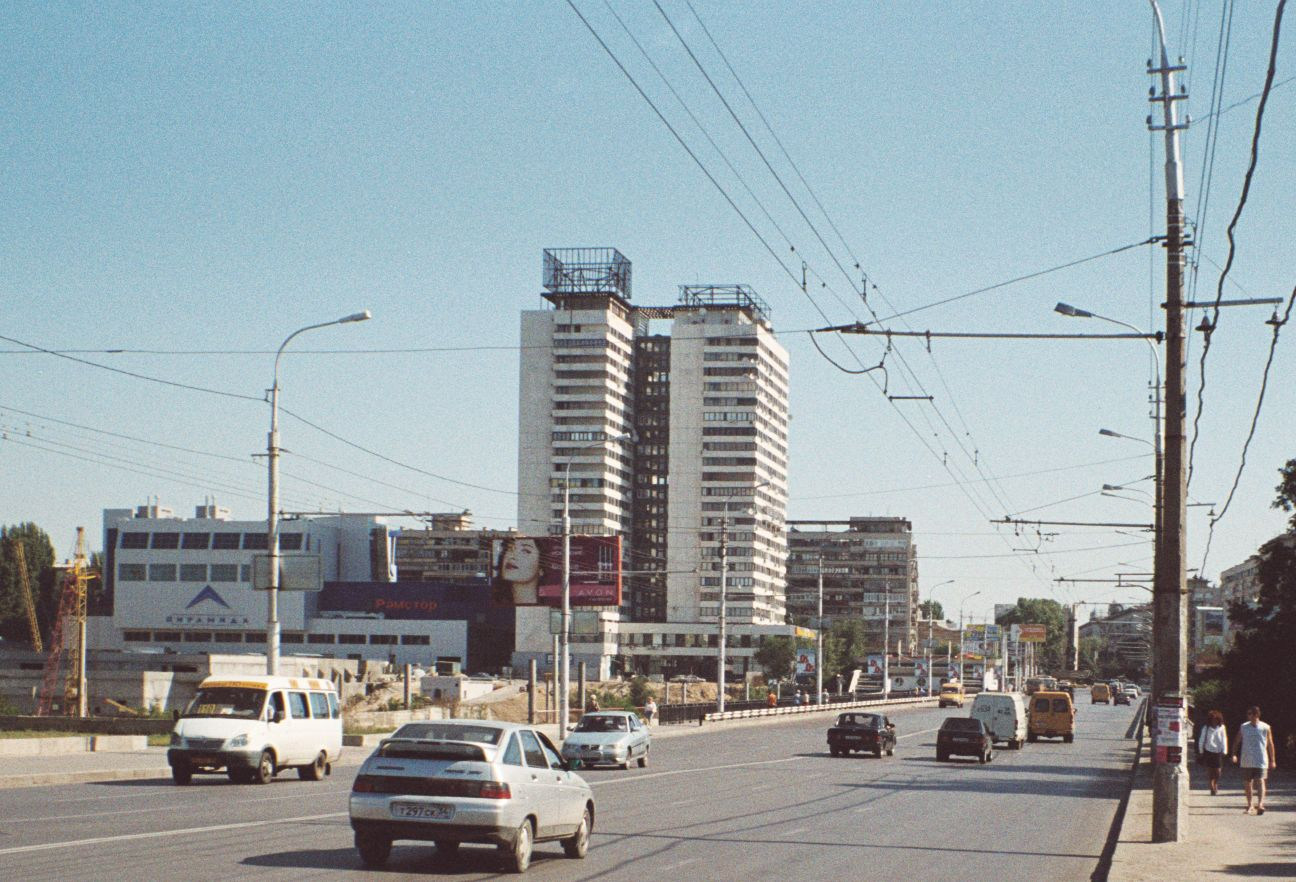
伏尔加格勒街景，2005年

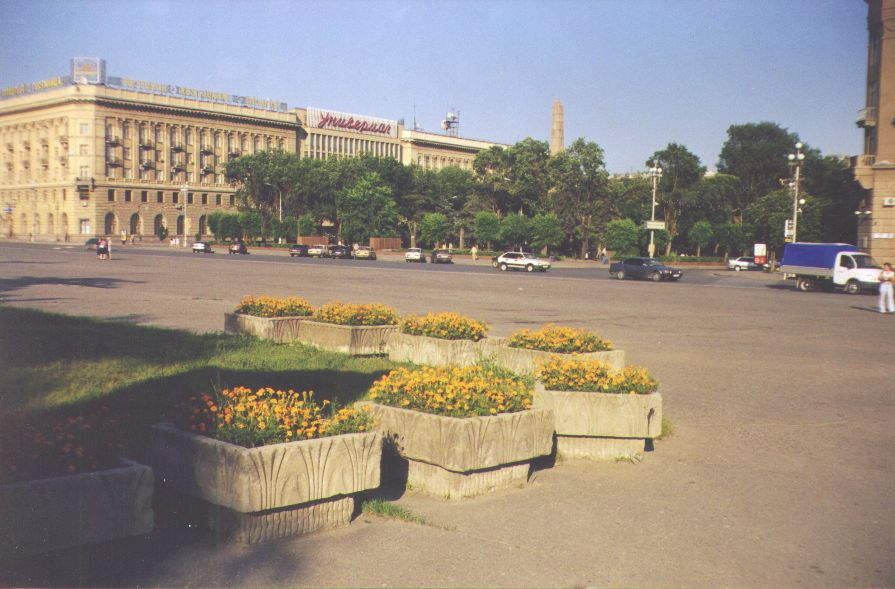
伏尔加格勒中央区街景，2003年

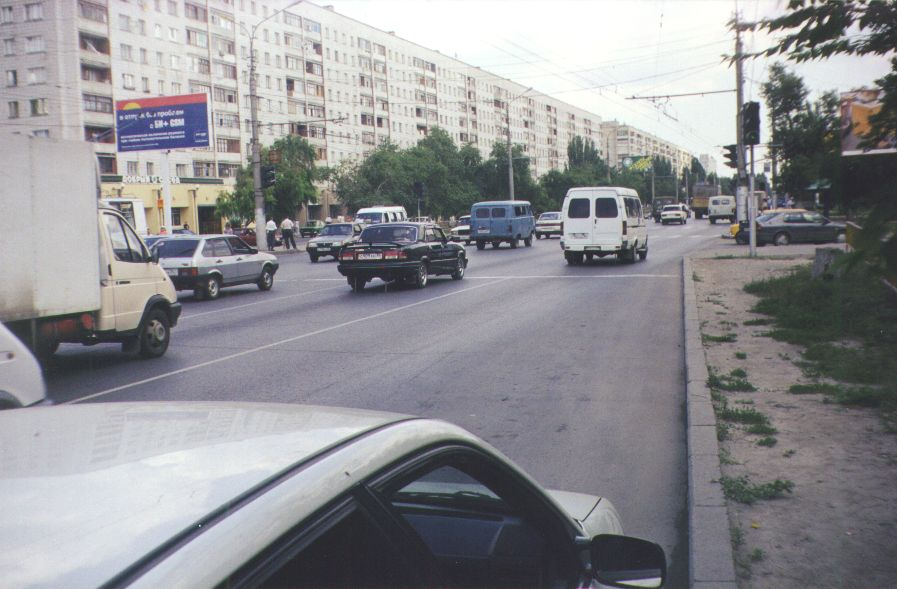
伏尔加格勒新区，2003年

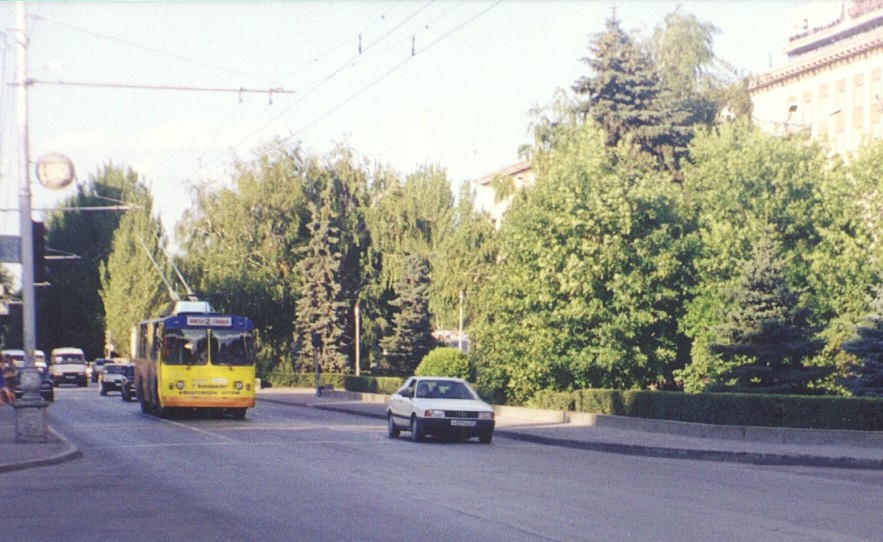
伏尔加格勒的公共汽车

伏尔加格勒市是伏尔加格勒州的州府。
伏尔加格勒市内有8个区：
- 捷尔任斯基区（俄语：Дзержинский район (Волгоград)）
- 基洛夫区（俄语：Кировский район (Волгоград)）
- 红军区（俄语：Красноармейский район (Волгоград)）
- 伏罗希洛夫区
- 红十月区
- 苏维埃区（俄语：Советский район (Волгоград)）
- 拖拉机厂区（俄语：Тракторозаводский район (Волгоград)）
- 中央区（俄语：Кировский район (Волгоград)）

## 人口
截至2010年，统计人口1,021,215，其中近90%是俄罗斯人，其他人口较多的少数民族有：乌克兰人、喀山人、日耳曼人、鞑靼人等。

## 交通经济
伏尔加格勒位于连接俄国南方两大水系伏尔加河和顿河的伏爾加-頓河運河的东端，由铁路和莫斯科（1073公里）、乌克兰、高加索、西伯利亚等地区相连。伏尔加格勒的公共交通有伏尔加格勒都市电车和伏尔加格勒电车等。今天的伏尔加格勒的主要工业包括：造船、石化、钢铁、铝材、机械、汽车和化工。北面不远有一座大型的水力发电站。

## 友好城市
| - 英国考文垂 - 捷克俄斯特拉发 - 芬兰凯米 - 比利时列日 - 法国第戎 - 意大利都灵 |  | - 埃及塞得港 - 印度金奈 - 日本广岛 - 德国科隆 - 德国开姆尼茨 - 美国克利夫兰 |  | - 加拿大多伦多 - 中华人民共和国吉林市 - 中华人民共和国成都 - 塞尔维亚克鲁舍瓦茨 - 保加利亚鲁塞 |

## 外部連結
- Official website of Volgograd （页面存档备份，存于）
- （俄文） Official website of Volgograd（页面存档备份，存于）
- （俄文） Unofficial website of Volgograd （页面存档备份，存于）
- Volgograd tourist information （页面存档备份，存于）
- Sights of Volgograd
- Photo Gallery from Volgograd
- Stalingrad - Bilder einer erbitterten Schlacht （页面存档备份，存于） （Deutch）
- Историческая информация о городе Царицын （页面存档备份，存于） （俄文）
- Volgograd State University （页面存档备份，存于）